# Gran Premi de França del 1998
Resultats del Gran Premi de França de Fórmula 1 de la temporada 1998, disputat al circuit de Nevers Magny-Cours el 28 de juny del 1998.

## Resultats
| Pos | No | Pilot                 | Equip                  | Voltes | Temps/ Retirada  | Pos. de sortida | Punts |
| --- | -- | --------------------- | ---------------------- | ------ | ---------------- | --------------- | ----- |
| 1   | 3  | Michael Schumacher    | Ferrari                | 71     | 1h 34' 45. 0     | 2               | 10    |
| 2   | 4  | Eddie Irvine          | Ferrari                | 71     | + 19.575 s       | 4               | 6     |
| 3   | 8  | Mika Häkkinen         | McLaren - Mercedes     | 71     | + 19.747 s       | 1               | 4     |
| 4   | 1  | Jacques Villeneuve    | Williams - Mecachrome  | 71     | + 1' 06.965 min. | 5               | 3     |
| 5   | 6  | Alexander Wurz        | Benetton - Playlife    | 70     | + 1 Volta        | 10              | 2     |
| 6   | 7  | David Coulthard       | McLaren - Mercedes     | 70     | + 1 Volta        | 3               | 1     |
| 7   | 14 | Jean Alesi            | Sauber - Petronas      | 70     | + 1 Volta        | 11              |       |
| 8   | 15 | Johnny Herbert        | Sauber - Petronas      | 70     | + 1 Volta        | 13              |       |
| 9   | 5  | Giancarlo Fisichella  | Benetton - Playlife    | 70     | + 1 Volta        | 9               |       |
| 10  | 18 | Rubens Barrichello    | Stewart - Ford         | 69     | + 2 Voltes       | 14              |       |
| 11  | 11 | Olivier Panis         | Prost - Peugeot        | 69     | + 2 Voltes       | 16              |       |
| 12  | 19 | Jos Verstappen        | Stewart - Ford         | 69     | + 2 Voltes       | 15              |       |
| 13  | 17 | Mika Salo             | Arrows                 | 69     | + 2 Voltes       | 19              |       |
| 14  | 16 | Pedro Diniz           | Arrows                 | 69     | + 2 Voltes       | 17              |       |
| 15  | 2  | Heinz-Harald Frentzen | Williams - Mecachrome  | 68     | Suspensions      | 8               |       |
| 16  | 10 | Ralf Schumacher       | Jordan - Mugen - Honda | 68     | + 3 Voltes       | 6               |       |
| 17  | 22 | Shinji Nakano         | Minardi - Ford         | 65     | Motor            | 21              |       |
| Ret | 21 | Toranosuke Takagi     | Tyrrell - Ford         | 60     | Motor            | 20              |       |
| Ret | 12 | Jarno Trulli          | Prost - Peugeot        | 55     | Virolla          | 12              |       |
| Ret | 23 | Esteban Tuero         | Minardi - Ford         | 41     | Caixa canvi      | 22              |       |
| Ret | 9  | Damon Hill            | Jordan - Mugen - Honda | 19     | Hidràulics       | 7               |       |
| Ret | 20 | Ricardo Rosset        | Tyrrell - Ford         | 16     | Hidràulics       | 18              |       |

## Altres
- Pole: Mika Häkkinen 1' 14. 929

- Volta ràpida: David Coulthard 1' 17. 523 (a la volta 59)